# Marek Biliński

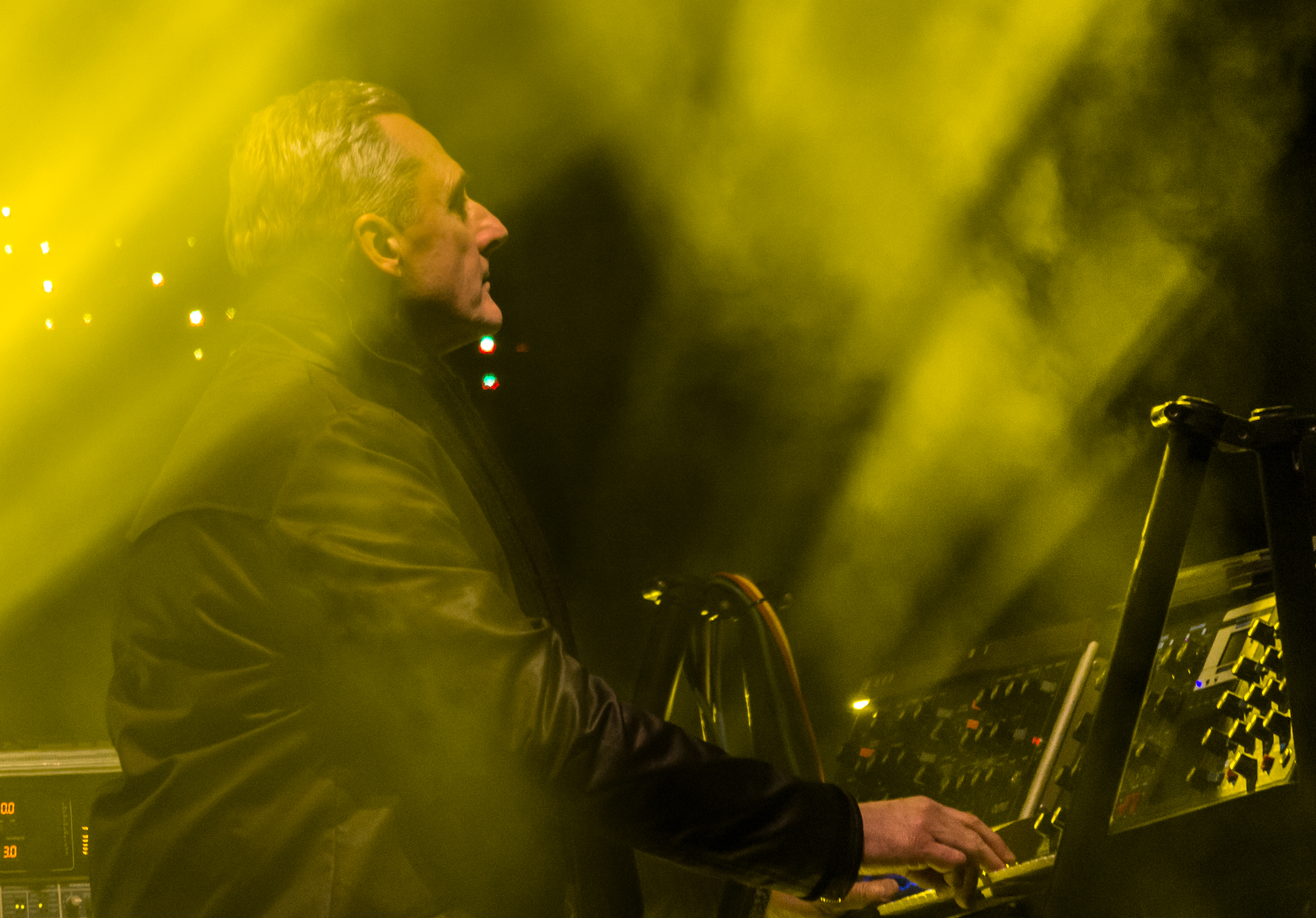
Im Konzert, 2013

Marek Biliński (* 17. Mai 1953 in Stettin) ist ein polnischer Komponist und Multi-Instrumentalist, der sich im Bereich der elektronischen Instrumentalmusik sowie der Filmmusik einen Namen gemacht hat.
Biliński, der die Musikakademie Posen als Kontrabassist absolvierte und dann als Keyboarder mit der polnischen Rockgruppe Bank ein Album aufnahm, hatte sein erfolgreichstes Elektronik-Album 1983 mit Ogród Króla świtu, dessen Stil Ähnlichkeiten mit den früheren Werken von Jean Michel Jarre aufweist.  In den späteren Jahren folgten Live-Konzerte sowohl in Polen als auch außerhalb, so auch in Deutschland in Berlin, Hamburg und Bremen. Teilweise beinhalteten die Konzerte Licht- und Multimediaeffekte, was zusätzlich Bilińskis Ähnlichkeit mit Jean Michel Jarre unterstreicht.
Neben Elektronischer Musik komponiert Biliński Hintergrundmusik zu zahlreichen Fernsehsendungen, vorwiegend in seiner Heimat.

## Diskografie (CDs)
- Ogród Króla świtu / Garden of the King of Dawn (1983)
- E ≠ mc²  (1984)
- Wolne Loty / Open Flights (1986)
- Ucieczka z Tropiku / Escape From The Tropics (1987)
- Mabi Plays World Hits (1993)
- Dziecko Słońca / The Child of the Sun (1994)
- Marek Biliński The Best of (1998)
- Refleksje I-IV (single) (1998)
- Fire (2008)

## Filmmusik
- 1985: Razzia (Zatah)
- 1986: Der Freund des lustigen Teufels (Przyjaciel wesołego diabła)
- 1988: Begegnung mit dem lustigen Teufel (Bliskie spotkania z wesołym diabłem)